# Maserati A6
Maserati A6 je ime za serijo tako avtomobilov kot dirkalnikov Maserati izdelanih med letoma 1947 in 1956. 

## Maserati A6GCM
Maserati A6GCM je dirkalnik Formule 1, ki je bil v uporabi med sezonama 1952 in 1956, ko so z njim dirkali Juan Manuel Fangio, José Froilán González, Eitel Cantoni, Philippe Étancelin, Chico Landi, Gino Bianco, Felice Bonetto, Jan Flinterman, Franco Rol, Toulo de Graffenried, Johnny Claes, Onofre Marimón, Hermann Lang, princ Bira, Sergio Mantovani, Luigi Musso, Harry Schell, Roberto Mières, Jorge Daponte, Carlos Menditéguy, Giovanni de Riu, Ottorino Volonterio in Alberto Uria. Imel je 2.0 L motor, ki je lahko razvil moč 160 do 190 KM, načrtoval ga je Gioacchino Colombo, zgradil pa Medardo Fantuzzi. Edino zmago je dosegel Fangio na dirki za Veliko nagrado Italije v sezoni 1953, skupno pa so dirkači dosegli še osem uvrstitev na stopničke. 

## Dirkaški uspehi
| Razred      | Datum  | Dirka                                   | Dirkač                  | Rezultat | Moštvo                    |
| ----------- | ------ | --------------------------------------- | ----------------------- | -------- | ------------------------- |
| Formula 1   | 9/1952 | 23rd Gran Premio d´Italia               | José Froilán González   | 2        | Officine Alfieri Maserati |
| Formula 1   | 1/1953 | 1st Gran Premio de la Rep. Argentina    | José Froilán González   | 3        | Officine Alfieri Maserati |
| Formula 1   | 6/1953 | 4th Grote Prijs van Nederland           | Felice Bonetto          | 3        | Officine Alfieri Maserati |
| Formula 1   | 6/1953 | 15th Grand Prix de Belgique             | Onofre Marimon          | 3        | Officine Alfieri Maserati |
| Formula 1   | 7/1953 | 11th Grand Prix de l´ACF                | Juan Manuel Fangio      | 2        | Officine Alfieri Maserati |
| Formula 1   | 7/1953 | 11th Grand Prix de l´ACF                | José Froilán González   | 3        | Officine Alfieri Maserati |
| Formula 1   | 7/1953 | 6 RAC British Grand Prix                | Juan Manuel Fangio      | 2        | Officine Alfieri Maserati |
| Formula 1   | 8/1953 | 16th Grosser Preis von Deutschland      | Juan Manuel Fangio      | 2        | Officine Alfieri Maserati |
| Formula 1   | 9/1953 | 24th Gran Premio d´Italia               | Juan Manuel Fangio      | 1        | Officine Alfieri Maserati |
| Formula 2   | 9/1952 | 3rd Gran Premio di Modena               | José Froilán González   | 2        | Officine Alfieri Maserati |
| Formula 2   | 3/1953 | 3rd Gran Premio di Siracusa             | Emmanuel de Graffenried | 1        | Enrico Platé              |
| Formula 2   | 4/1953 | 5th Lavant Cup Goodwood                 | Emmanuel de Graffenried | 1        | Privatnik                 |
| Formula 2   | 5/1953 | 6th Gran Premio di Napoli               | Juan Manuel Fangio      | 2        | Officine Alfieri Maserati |
| Formula 2   | 5/1953 | 6th Gran Premio di Napoli               | José Froilán González   | 3        | Officine Alfieri Maserati |
| Formula 2   | 5/1953 | 17th Internationales ADAC Eifelrennen   | Emmanuel de Graffenried | 1        | Privatnik                 |
| Formula 2   | 9/1953 | 4th Gran Premio di Modena               | Juan Manuel Fangio      | 1        | Officine Alfieri Maserati |
| Formula 2   | 9/1953 | 4th Gran Premio di Modena               | Onofre Marimón          | 2        | Officine Alfieri Maserati |
| Formula 2   | 9/1953 | 4th Gran Premio di Modena               | Emmanuel de Graffenried | 3        | Officine Alfieri Maserati |
| Formula 2   | 6/1954 | 24th Grand Prix des Frontiéres          | Prince Bira             | 1        | Privatnik                 |
| Nepr. dirka | 1/1954 | 11th Gran Premio Ciudad de Buenos Aires | Roberto Mieres          | 2        | Privatnik                 |
| Nepr. dirka | 4/1954 | 15th Grand Prix Automobile de Pau       | Roberto Mieres          | 3        | Officine Alfieri Maserati |
| Nepr. dirka | 6/1954 | 13th Gran Premio di Roma                | Harry Schell            | 2        | Privatnik                 |
| Nepr. dirka | 8/1954 | 23th Circuito di Pescara                | Harry Schell            | 3        | Privatnik                 |